# Stazione di Kashiwara
La stazione di Kashiwara (柏原駅?, Kashiwara-eki) è una stazione ferroviaria di Kashiwara, città della prefettura di Osaka in Giappone, situata sulla linea principale Kansai (linea Yamatoji) e capolinea della linea Kintetsu Dōmyōji.

## Linee ferroviarie
JR West
■ Linea Yamatoji
 Ferrovie Kintetsu
● Linea Kintetsu Dōmyōji

## Caratteristiche
La stazione ha una due banchine centrali a isola serventi quattro binari, oltre a un binario per i treni in passaggio senza marciapiede.
| 1                   | ● Linea Kintetsu Dōmyōji | per Kashiwara-minamiguchi e Dōmyōji                                   |
| 2                   | ■ Linea Yamatoji         | per Tennōji, Shin-Imamiya, Namba JR e Osaka                           |
| Binario di transito |                          |                                                                       |
| 3                   | ■ Linea Yamatoji         | per Ōji, Nara e Takada Treni di ritorno per Tennōji, Namba JR E Osaka |
| 4                   | ■ Linea Yamatoji         | per Ōji, Nara e Takada                                                |

## Stazioni adiacenti
| «                                 | Servizio       | »                     |
| Linea Yamatoji                    | Linea Yamatoji | Linea Yamatoji        |
| --------------------------------- | -------------- | --------------------- |
| Shiki                             | Locale         | Takaida               |
| Kyūhōji                           | Rapido         | Capolinea             |
| Tutti gli altri treni non fermano |                |                       |
| Linea Kintetsu Dōmyōji            |                |                       |
| Capolinea                         | Locale         | Kashiwara-minamiguchi |